# Fredrik Nyström (företagare)
Jonas Fredrik Nyström, född 17 juli 1880 i Othems socken, död 13 februari 1967 i Boge socken, var en svensk företagsledare, sjöofficer och kommunalpolitiker.
Fredrik Nyström var son till grosshandlaren och skeppsredaren Ferdinand Nyström (1835–1917). Efter mogenhetsexamen vid Visby högre allmänna läroverk 1899 blev han volontär vid Vaxholms artillerikår och efter avlagd officersexamen 1901 underlöjtnant vid samma kår. Han blev 1904 vid löjtnant vid kustartilleriet, dit Vaxholms artillerikår överförts från årsskiftet 1902. Nyström studerade 1906–1908 vid Sjökrigshögskolan och var 1911–1917 tjänstgörande officer vid marinförvaltningens minavdelning. Han var 1913–1917 lärare i minlära vid Sjökrigshögskolan och befordrades 1914 till kapten vid kustartilleriet.
Nyström intresserade sig vid sidan om sin officerskarriär för företagsekonomiska frågor, och föreslog redan 1911 att en cementfabrik borde anläggas i Slite. Det dröjde dock till 1916 innan han kunde förverkliga planerna. Till sin hjälp hade han barndomsvännen John Myrsten, som var anställd vid Artur du Reitz kommanditbolag och blev en viktig länk till att ordna med fabrikens finansiering. Arthur du Rietz gick själv in som en betydande aktietecknare i firman och var även ägare till det rederi som skulle stå för transporterna av cement från fabriken. Vintern 1916–1917 fullbordades aktieteckningen i bolaget och sommaren 1917 påbörjades byggandet av fabriken. Fredrik Nyström tog på sig rollen som VD för det nybildade Slite cement- och kalkaktiebolag samtidigt som han övergick till kustartilleriets reserv. Företaget blev en framgång och växte snabbt, under 1920-talet fick man dock uppleva problem med en hårdnande konkurrens från Skånska Cement och tvingades till uppgörelser med detta bolag. År 1931 övertog Skånska Cement aktiemajoriteten i Slite cement- och kalkaktiebolag och 1932 beslutade bolaget att låta Arendt de Jounge ta över posten som VD för cementfabriken i Slite, medan Fredrik Nyström flyttades över till Visby cementfabrik. År 1940 lades cementtillverkningen i Visby ned, varvid Nyström i stället chef för AB Hampberedning som kom att inrymmas i den nedlagda cementfabriken och var från 1943 ordförande i styrelsen för AB Hampex (från 1947 AB Spunn) Han kvarstod på båda posterna fram till 1952.
Fredrik Nyström var även VD och ordförande i styrelsen för Slite-Roma järnvägs AB 1918–1947, ordförande i styrelsen för Slite kommunala mellanskola 1922–1932, ordförande i Othems kommunfullmäktige 1924–1932, ordförande i Gotlands norra härads vägstyrelse 1930–1936, vice ordförande i styrelsen för Svenska handelsbankens avdelningscentral i Visby från 1934, ledamot av drätselkammaren i Visby 1934–1939 och dess ordförande 1938–1939, ledamot av lokala värderingsnämnden i Visby från 1940, ledamot av länsbostadsnämnden från 1948, ledamot av styrelsen för AB Dalhems snickerifabrik 1949–1951 och ledamot av styrelsen för AB Gutekläder 1950–1951. Nyström befordrades 1935 till major i marinens reserv.
Fredrik Nyström är begravd på Othems kyrkogård. Han var farbror till skulptören Bertil Nyström.